# Jochen Sachse (Leichtathlet)

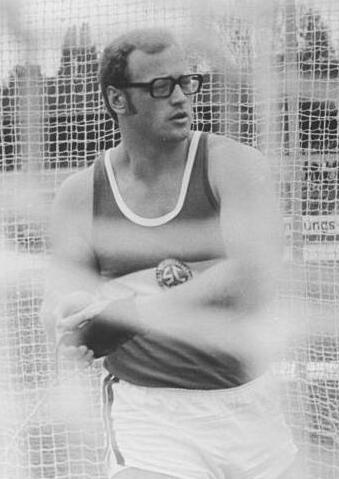
Jochen Sachse bei den DDR-Meisterschaften 1975

Jochen Sachse (* 2. Oktober 1948 in Frankenberg/Sachsen) ist ein ehemaliger DDR-Leichtathlet, der in den 1970er Jahren zu den weltbesten Hammerwerfern gehörte. 

## Leben
Er wurde bei den Europameisterschaften 1969 Fünfter. 1970 gewann er bei der Universiade die Goldmedaille. Im Jahr darauf landete er bei den Europameisterschaften auf Platz sieben. Sein größter Erfolg ist die Silbermedaille bei den Olympischen Spielen 1972 in München.
Silber gewann Sachse  auch bei den Europameisterschaften 1974. Bei den Olympischen Spielen in Montreal erreichte er Platz sechs und bei den Europameisterschaften 1978 Rang neun. Außerdem wurde er 1971, 1972, 1975 und 1976 DDR-Meister.
Jochen Sachse startete für den SC Karl-Marx-Stadt und trainierte bei Günter Lunau. Er war in seiner aktiven Zeit 1,92 m groß und wog 112 kg. In den nach der Wende öffentlich gewordenen Unterlagen zum Doping in der DDR fand sich bei den gedopten Sportlern auch der Name von Sachse.
Er hat einen Abschluss als Diplomingenieur für Wärmetechnik. Nach seinem Rücktritt 1978 wurde er Trainer beim SC Karl-Marx-Stadt. Nach dem Ende der DDR war er bei einem Weiterbildungsinstitut in Leipzig tätig.
1972 erhielt er für seine Leistung bei den Olympischen Sommerspielen in München den Vaterländischen Verdienstorden in Bronze.

## Erfolge

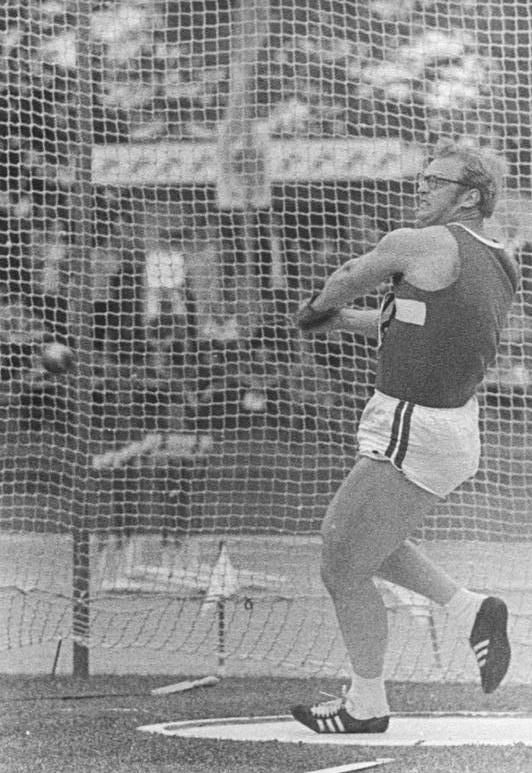
Jochen Sachse, 1972

- 1969, Europameisterschaften: Platz 5 (68,60 m)
- 1971, Europameisterschaften: Platz 7 (69,74 m)
- 1972, Olympische Spiele: Platz 2 (71,54 – ungültig – 73,70 – 71,26 – ungültig – 74,96 m)
- 1974, Europameisterschaften: Platz 2 (71,44 – 70,42 – 72,26 – 73,28 – 73,08 – 74,00 m)
- 1976, Olympische Spiele: Platz 6 (74,30 m)
- 1978, Europameisterschaften: Platz 9 (71,56 m)